# Markunda, Bidar
Markunda là một làng thuộc tehsil Bidar, huyện Bidar, bang Karnataka, Ấn Độ.